# Masacre de La Gabarra de 2001
La masacre de La Gabarra de 2001 fue una matanza perpetrada el 6 de septiembre de 2001, en el corregimiento de La Gabarra, de Tibú (Norte de Santander) en Colombia, cercano a la frontera con Venezuela, perpetrada por guerrilleros del Ejército de Liberación Nacional, que dejó 10 muertos.

## Antecedentes
El territorio del corregimiento de La Gabarra, se encontraba en disputa territorial entre los paramilitares del Bloque Catatumbo de las Autodefensas Unidas de Colombia (AUC), creado en 1999 aliados con la Fuerza Pública (Fuerzas Militares y Policía Nacional) contra las Fuerzas Armadas Revolucionarias de Colombia - Ejército del Pueblo (FARC-EP), el Ejército de Liberación Nacional (ELN) y las disidencias del Ejército Popular de Liberación (EPL). Las AUC habían ganado terreno en la región y se preparaban para la desmovilización de las mismas, en medio de un proceso de paz con el gobierno colombiano.

## Hechos
El 6 de septiembre de 2001 un grupo de guerrilleros del Frente Luis Enrique León Guerra del ELN llegó a una finca ubicada en la vereda Vetas a 15 minutos del corregimiento La Gabarra, en Tibú, Norte de Santander y asesinó a diez personas, raspachines de coca, acusados de colaborar con los paramilitares de las Autodefensas Unidas de Colombia (AUC).

## Consecuencias
En septiembre de 2001, las FARC-EP y el ELN asesinaron a más de 30 personas en la región en varias masacres.  A pesar de la arremetida guerrillera, los paramilitares continuaron influyendo en la mayor parte de la zona hasta su desmovilización en 2004. Las FARC-EP perpetraron la masacre de La Gabarra de 2004, dejando 34 muertos.